# 마이크로소프트 매스 서버
마이크로소프트 매스 서버(Microsoft Math Solver, 과거 명칭: 마이크로소프트 매스매틱스/Microsoft Mathematics, 마이크로소프트 매스/Microsoft Math)는 수학 및 과학 문제를 해결하는, 엔트리 레벨의 교육용 앱이다. 마이크로소프트가 개발하고 유지관리하는 이 앱은 주로 학습 도수로서 학생들을 대상으로 한다. 2015년까지 마이크로소프트 윈도우에서 실행되었다. 그 뒤로 웹 플랫폼과 모바일 장치용으로 개발되었다.
마이크로소프트 매스는 마이크로소프트 스튜던트의 일부로서 처음 출시되었다. 이후 버전 3.0을 기점으로 독립된 유료 버전으로 판매되었다. 버전 4.0에서 무료로 다운로드 가능한 제품으로 출시되었으며 마이크로소프트 매스매틱스 4.0으로 호칭되었다. 지금은 더 이상 개발되고 있지 않으며 마이크로소프트 웹사이트에서 제거되었다. 관련 프리웨어 추가 기능인 이른바 "Microsoft Mathematics Add-In for Word and OneNote"는 마이크로소프트로부터 구할 수 있으며 호환 기능을 제공한다. (워드 2007 이상 필수)
마이크로소프트 매스는 테크 앤드 러닝 매거진으로부터 2008 Award of Excellence상을 수상했다.

## 같이 보기
- 그래퍼
- 메이플 (소프트웨어)
- 매스매티카
- 울프럼 알파